# 羽室庸之助
羽室 庸之助（はむろ ようのすけ、1868年10月26日（明治元年9月11日） - 1944年（昭和19年）12月30日）は、日本の実業家、政治家。衆議院議員（1期）。

## 経歴
兵庫県出身。1890年、東京工業学校(現・東京工業大学)機械科卒。私立中学鳳鳴義塾教師となる。その後、農商務省製鉄所技手となり、ドイツに留学、住友製鋼所副支配人、羽室鋳鋼所所長、日本水道衛生、大阪機械工作所(株)監査役を歴任する
1924年の第15回衆議院議員総選挙において大阪3区から立候補したが落選。1926年の補欠選挙の再選挙に実業同志会公認で立候補して当選した。1928年の第16回衆議院議員総選挙において大阪1区から立候補したが落選した。1944年死去。